# Bobîci, Volodîmîr-Volînskîi
Bobîci (în ucraineană Бобичі, poloneză Bobicze) este un sat în comuna Berezovîci din raionul Volodîmîr-Volînskîi, regiunea Volînia, Ucraina.

## Demografie
Componența lingvistică a localității Bobîci
     Ucraineană (97,92%)
     Alte limbi (0,69%)
Conform recensământului din 2001, majoritatea populației localității Bobîci era vorbitoare de ucraineană (97,92%), existând în minoritate și vorbitori de alte limbi.